# Daïra de Rahouia
La daïra de Rahouia est une circonscription administrative de la wilaya de Tiaret. Son chef lieu est la commune éponyme de Rahouia.

## Communes
- Rahouia (chef-lieu)
- Guertoufa